# Євтюхіна Олена Олексіївна
Євтюхіна Олена Олексіївна (нар. 6 червня 1947, Славута) — українська скульпторка та майстриня художнього скла.

## Біографія
Народилась 6 червня 1947 року в місті Славута (тепер Хмельницька область). 1974 року закінчила Львівський інститут прикладного та декоративного мистецтва. Серед викладачів Еммануїл Мисько, А. Соболєв, Іван Якунін. Від 1989 року член Національної спілки художників. Працює в галузі монументальної, станкової скульптури, а також скульптури малих форм. Займається медальєрством. Персональна виставка відбулась 1979 року у Львові. Низка робіт зберігається у Львівській галереї мистецтв.

## Роботи
Станкові
| - «Прапороносці» (1973, бронза, 35×40×17). - «Розмова» (1976, теракота, 31×31×22). - Портрет Героя Соціалістичної Праці, бригадира тракторної бригади Б. Ф. Гарбича (1977, бронза, 30×40). - «Поет-революціонер Олександр Гаврилюк» (1979, бронза, 45×12×5). - «Брат» (1978). - «Гітарист» (1978). - «Дівчинка» (1978). - «Діти і цирк» (1979). - «Хлопчик із півником» (1979). - «Живописець І. Сорбинов» (1979). - «Торс» (1979). - «Якутка» (1980). | - «Автопортрет» (1980). - «Дід та онук» (1981). - «Таня» (1981). - «Ван Ґоґ» (1981). - «Інженер Н. Янтуріна» (1981). - «Родина ульчів» (1982). - «Скрипалька» (1985). - «Неля» (1987). - «Клоун (Присвята режисеру театру пантоміми А. Гугніну)» (2000). - «Кора» (2000). - «Фотокор» (2003). - «Очікування» (2004, 2005). |

Медалі
- Серія «До 400-річчя книгодрукування на Україні». Зокрема медалі «Іван Федоров», «Буквар» (усі не пізніше 1974).[5]
- Медалі із серії «Жінки революції»: «Софія Петровська», «Віра Фігнер», «Лідія Кніпович». 1977, бронза, лиття, діаметр 11, 11, 10.[6]
- Медаль «Полечко-поле». 1977, бронза, лиття, діаметр 14,5.[6]
- Цикл медалей «Діячі Комуністичної партії Західної України» (1979, бронза, діаметр — 9): «М. Павлюк», «Н. Ботвін», «І. Довганик», «Б. Дудикевич», «О. Гаврилюк».[2]
- «До Берліна 77 км.» Медаль. 1985, бронза, литво, діаметр 8.[7]
- «Перемога». Медаль. 1985, бронза, литво, діаметр 7,5.[7]